# Asilo dos Inválidos da Pátria
O Asilo dos Inválidos da Pátria foi um hospital responsável por abrigar militares feridos na Guerra do Paraguai. Foi fundado em 1868 (ver Gabinete Zacarias de 1866) e manteve-se em funcionamento até o ano de 1976. Está localizado na Ilha do Bom Jesus da Coluna, atualmente parte da Ilha do Fundão, na Baia da Guanabara, Rio de Janeiro.

## História
Em 1868 foi fundado o Asilo dos Inválidos da Pátria, no ápice da Guerra do Paraguai, para abrigar os Inválidos, militares que batalharam na guerra e retornaram com danos psicológicos ou físicos, e que não poderiam por qualquer motivo receber os cuidados pelas próprias famílias. Deixou de funcionar no ano de 1976.